# 마크 휴스
레슬리 마크 휴스(영어: Leslie Mark Hughes, OBE, 1963년 11월 1일 ~ )는 영국 웨일스의 전 프로 축구 선수이자, 현재는 감독이다. 선수 시절 포지션은 공격수였으며 맨체스터 유나이티드 FC에서 장기간 활약한 것을 비롯하여 첼시 FC, FC 바르셀로나에서도 활동했다.

## 감독 경력
2002년 선수에서 은퇴한 마크 휴스는 이미 은퇴하기 3년 전인 1999년부터 웨일스 축구 국가대표팀 감독으로 감독 생활을 이미 시작했다. 이후 블랙번 로버스 FC를 이끌며 지도력을 인정받았고 2008년 중동의 거대 자본이 인수한 맨체스터 시티 FC의 감독으로 부임하여 팀을 지휘했다. 그러나 영국 현지 시간 2009년 12월 19일 마지막 11경기 동안 2승 8무 1패라는 성적을 거둬 성적 부진의 이유로 경질되었다.
2010년 7월 로이 호지슨의 후임으로 풀럼 FC의 감독으로 선임되었으나 2011년 6월 2일 11개월 만에 풀럼을 떠났다.
2012년 1월에는 경질된 닐 워녹(Neil Warnock)의 후임으로 퀸즈 파크 레인저스 FC의 감독에 선임되었으나 같은 해 11월에 경질되었다.
2012-2013 시즌 후 스토크 시티 FC의 감독으로 부임했다.

## 수상

### 클럽
- 프리미어리그 : 1992–93, 1993–94
- FA컵 : 1984–85, 1989–90, 1993–94, 1996–97
- 리그컵 : 1991–92, 1997–98, 2001-02
- 커뮤니티쉴드 : 1990, 1993, 1994
- UEFA컵 위너스컵 : 1990-91, 1997–98
- 유로피언 슈퍼컵 : 1991

### 개인
- PFA 올해의 영플레이어 : 1984-85
- PFA 올해의 선수 : 1988–89, 1990–91
- PFA 올해의 팀 : 1985–86, 1988–89, 1990–91, 1991–92
- 웨일스 올해의 선수 : 1993, 1994
- 맨유 올해의 선수 : 1990-91
- 첼시 올해의 선수 : 1996-97
- 잉글랜드 축구 명예의 전당
- BBC 웨일스 올해의 스포츠인 : 2002
- 프리미어리그 이 달의 감독 : 2007년 10월

## 서훈
- 1998년 대영 제국 훈장 5등급(MBE)[1]
- 2004년 대영 제국 훈장 4등급(OBE)[2]